# Anne-Marie Besse
Anne-Marie Besse, dite aussi Anne-Marie B, née le 8 novembre 1951, est une chanteuse et comédienne française.

## Biographie
Anne-Marie Besse est l'épouse du comédien et écrivain Sylvain Joubert (1944-2000).
Anne-Marie Besse a représenté le Luxembourg au Concours Eurovision de la chanson en 1977 à Wembley, au Royaume-Uni, avec la chanson Frère Jacques. Ce titre avait comme auteurs-compositeurs Guy Béart et Pierre Cour. Elle est arrivée 16e sur 18 avec un total de 17 points. 

## Discographie
- 1975 : Je m'aime, 45 tours, Pathé-Marconi - EMI[1]
- 1975 : Voici la scie, 45 tours, Temporel / Pathé-Marconi - EMI[2]
- 1977 : Frère Jacques, 45 tours, Temporel / Pathé-Marconi - EMI[3]

## Filmographie

### Télévision
- ? : Avocats et Associés
- ? : Julie Lescaut
- ? : Les Bœuf-carottes
- ? : Félicien Grevèche
- 1978 : Médecins de nuit de Philippe Lefebvre (épisode Anne) : Tania
- 1979 : Un juge, un flic de Denys de La Patellière (saison 2, épisode Un alibi en béton
- 1980 : La Conquête du ciel : Louise
- 1982 : Marcheloup de Roger Pigaut : Rose
- 1985 : Les Cinq Dernières Minutes : Crime sur Mégahertz de Joannick Desclers
- 1988 : Les Cinq Dernières Minutes : Dernier Grand Prix de Gilles Katz

### Téléfilms
- 1982 : Non récupérables de Franck Appréderis
- 1991 : L'Alerte rouge : Christine

### Cinéma
- 1986 : Max mon amour : Suzanne